# ديونيسيا بيو
ديونيسيا بيو مواليد 10 فبراير 1977، هي لاعبة كرة يد أنغولية. مثلت منتخب أنغولا لكرة اليد للسيدات. شاركت في دورة الألعاب الأولمبية الصيفية سنة 2004.

## سجل المنافسة
شاركت في البطولات التالية:
- الألعاب الأولمبية الصيفية 2004

## روابط خارجية
- ديونيسيا بيو على موقع اللجنة الأولمبية الدولية (الإنجليزية)
- ديونيسيا بيو على موقع أوليمبيديا (الإنجليزية)